# Rumdragt
En rumdragt er et komplekst system af beklædningsstykker, udstyr og miljømæssige systemer designet til at holde en person i live og komfortabel i barske miljøer i rummet. Rumdragter bruges til rumvandring uden for et rumfartøj omkransende Jorden og desuden til vandring på Månen og kørsel i månebil.